# Nicole Holofcener
Nicole Holofcener (New York, 22 maart 1960) is een Amerikaans film- en televisieregisseuse en scenarioschrijfster.

## Biografie
Nicole Holofcener werd geboren als de dochter van schrijver en kunstenaar Lawrence Holofcener en setontwerpster Carol Shapiro. Haar ouders scheidden toen ze een jaar oud was. Ze heeft een oudere zus, Suzanne Holofcener. Toen ze acht jaar oud was, hertrouwde haar moeder met de bekende filmproducent Charles H. Joffe, waarna ze met haar familie naar Hollywood verhuisde.
Omdat haar stiefvader de films van Woody Allen produceerde, bracht ze als kind veel tijd door op de filmsets van Allen. Ze figureerde ook in diens films Take the Money and Run (1969) en Sleeper (1973). Later mocht ze van Joffe als productieassistente meewerken aan A Midsummer Night's Sex Comedy (1982). Nadien assisteerde ze ook bij de montage van Hannah and Her Sisters (1986).
Holofcener studeerde aan de Tisch School of the Arts, de filmschool van de New York-universiteit, en aan de Columbia-universiteit. Aan die laatste universiteit kreeg ze les van Martin Scorsese.

## Carrière
Begin jaren 1990 schreef Holofcener mee aan de Canadese tienerserie Ready or Not. In 1996 maakte ze als regisseuse en scenariste haar filmdebuut met de romantische komedie Walking and Talking. Het was ook haar eerste productie met actrice Catherine Keener, met wie ze later nog regelmatig zou samenwerken.
In de jaren 2000 en 2010 schreef en regisseerde Holofcener verscheidene onafhankelijke films, waaronder Lovely and Amazing (2001) en Enough Said (2013), en werkte ze als regisseuse mee aan bekende televisieseries als Sex and the City, Gilmore Girls, Six Feet Under en Parks and Recreation.
Samen met Jeff Whitty schreef ze ook Can You Ever Forgive Me? (2018), een biografische film over schrijfster Lee Israel. De film leverde Holofcener en Whitty zowel een BAFTA- als Oscarnominatie voor beste bewerkte scenario op. Daarnaast werd het duo ook bekroond met een Independent Spirit Award en een WGA Award.

## Filmografie
| Film      | Film                      | Film       | Film       |
| Jaar      | Titel                     | Regisseuse | Scenariste |
| --------- | ------------------------- | ---------- | ---------- |
| 1996      | Walking and Talking       |            |            |
| 2001      | Lovely and Amazing        |            |            |
| 2006      | Friends with Money        |            |            |
| 2010      | Please Give               |            |            |
| 2013      | Enough Said               |            |            |
| 2014      | Every Secret Thing        |            |            |
| 2018      | The Land of Steady Habits |            |            |
| 2018      | Can You Ever Forgive Me?  |            |            |
| Televisie |                           |            |            |
| Jaar      | Titel                     | Regisseuse | Scenariste |
| 1993–1994 | Ready or Not              |            |            |
| 1998      | L.A. Doctors              |            |            |
| 1998–2000 | Sex and the City          |            |            |
| 1999      | Cold Feet                 |            |            |
| 2002      | Leap of Faith             |            |            |
| 2002      | Gilmore Girls             |            |            |
| 2003–2004 | Six Feet Under            |            |            |
| 2009      | Bored to Death            |            |            |
| 2011      | I Hate That I Love You    |            |            |
| 2011–2013 | Enlightened               |            |            |
| 2011–2013 | Parks and Recreation      |            |            |
| 2015      | Togetherness              |            |            |
| 2015      | Unbreakable Kimmy Schmidt |            |            |
| 2015      | Inside Amy Schumer        |            |            |
| 2015      | Orange Is the New Black   |            |            |
| 2015–2016 | One Mississippi           |            |            |
| 2019      | Mrs. Fletcher             |            |            |

## Prijzen en nominaties
| Film / Serie                    | Categorie                | Uitslag        |
| Academy Awards                  | Academy Awards           | Academy Awards |
| ------------------------------- | ------------------------ | -------------- |
| Can You Ever Forgive Me? (2018) | Beste bewerkte scenario  | Genomineerd    |
| BAFTA Awards                    |                          |                |
| Can You Ever Forgive Me? (2018) | Beste bewerkte scenario  | Genomineerd    |
| Independent Spirit Awards       |                          |                |
| Lovely & Amazing (2001)         | Beste regie              | Genomineerd    |
| Lovely & Amazing (2001)         | Beste scenario           | Genomineerd    |
| Friends with Money (2006)       | Beste scenario           | Genomineerd    |
| Please Give (2010)              | Robert Altman Award      | Gewonnen       |
| Please Give (2010)              | Beste scenario           | Genomineerd    |
| Enough Said (2013)              | Beste scenario           | Genomineerd    |
| Can You Ever Forgive Me? (2010) | Beste scenario           | Gewonnen       |
| Writers Guild of America Awards |                          |                |
| Please Give (2010)              | Beste originele scenario | Genomineerd    |
| Can You Ever Forgive Me? (2018) | Beste bewerkte scenario  | Gewonnen       |